# Октябрь (кинотеатр, Новокузнецк)
«Октябрь» — муниципальный кинотеатр в Новокузнецке, расположенный на берегу Абы, на перекрёстке улицы Орджоникидзе и проспекта Металлургов. Открыт 11 октября 1957 года. С 1969 года является специализированным детским кинотеатром.

## История
Строительство нового кинотеатра на Предмостной площади Новокузнецка началось весной 1956 года силами местного треста «Сталинскпромстрой». Проект здания разработали архитекторы Д. Ф. Горный, В. Н. Савченко и П. И. Отурин, авторству которых также принадлежит проект жилого дома на площади Маяковского (пр. Металлургов, 39), выходящего восточным фасадом на кинотеатр. Работы с лепниной проводились под руководством новокузнецкого скульптора А. Ф. Смолянинова. Открытие кинотеатра «Октябрь» состоялось 11 октября 1957 года премьерным показом фильма «Тихий Дон», который в первый день посетили 2500 зрителей. Первым директором кинотеатра был назначен В. М. Тетенькин.
В 1960-х годах при поддержке секретаря горкома Н. С. Ермакова в кинотеатре были организованы видеоуроки по литературным произведениям из школьной программы для детей. Организатором и создателем видеоуроков с 1969 года стала Ф. Н. Унковская, учитель русского языка и литературы, проводившая ранее видеоуроки в кинозале горкома «Кругозор». Детям выдавали абонементы для посещения киноуроков, а репертуар менялся ежемесячно. В результате в декабре 1969 года «Октябрь» получил статус специализированного детского кинотеатра, став крупнейшим детским кинозалом в СССР, рассчитанным на 644 зрителя. Впоследствии в 1976 году Ф. Н. Унковская была назначена руководителем кинотеатра «Октябрь».
30 августа 1995 года в кинотеатре открылся второй зрительный зал меньшего размера для показа стереофильмов. За 1996 года кинотеатр посетили 43,5 тыс. детей и 33,2 тыс. взрослых.
В 2000 году был реконструирован большой зал. В 2011 году в нём было установлено оборудование для показа 3D фильмов. 21 февраля 2013 года был открыт после реконструкции малый зал. В кинотеатре проводятся благотворительные показы для инвалидов, пенсионеров, воспитанников детских домов и интернатов.

## Галерея

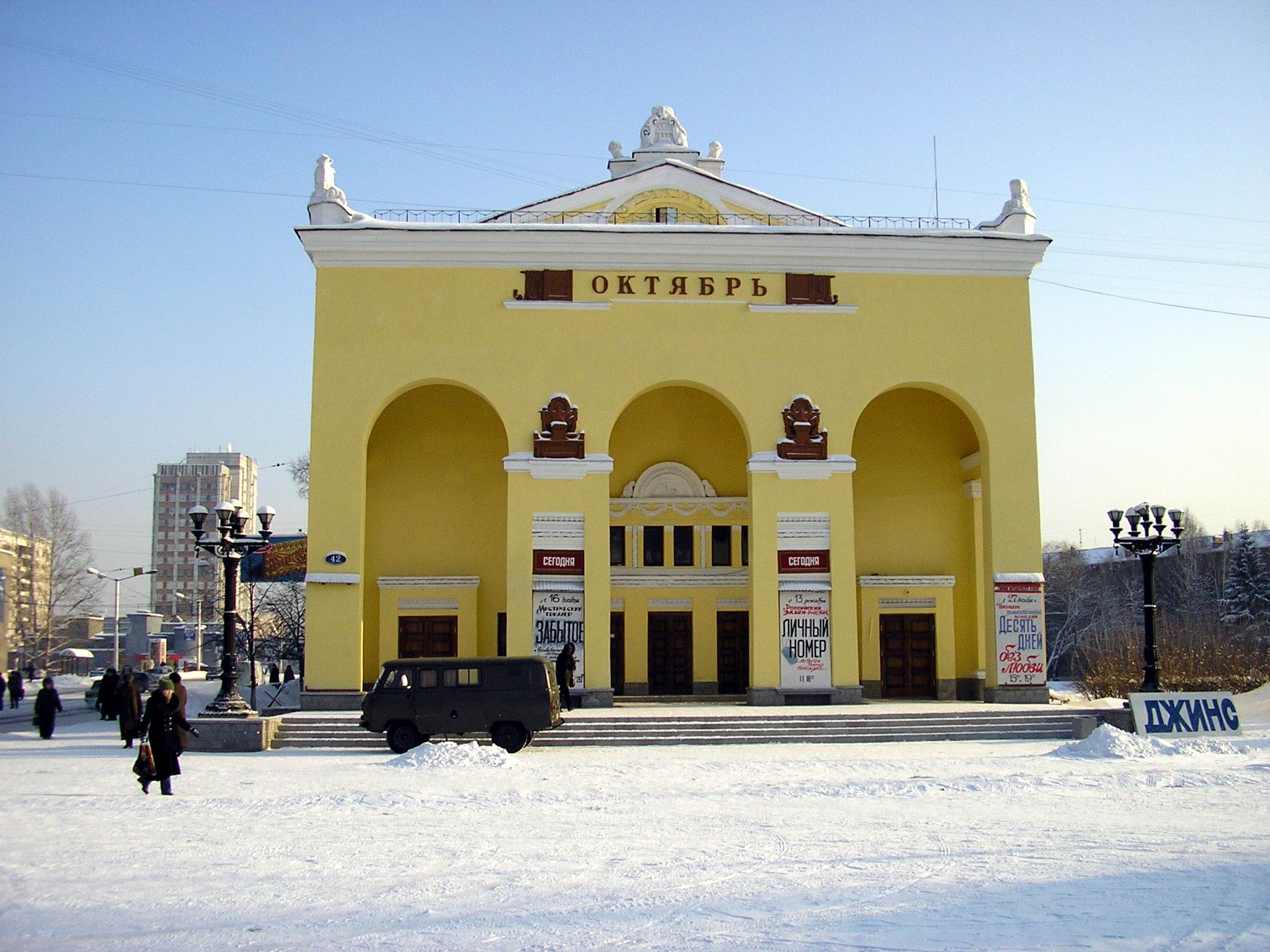
Вид со стороны пр. Металлургов
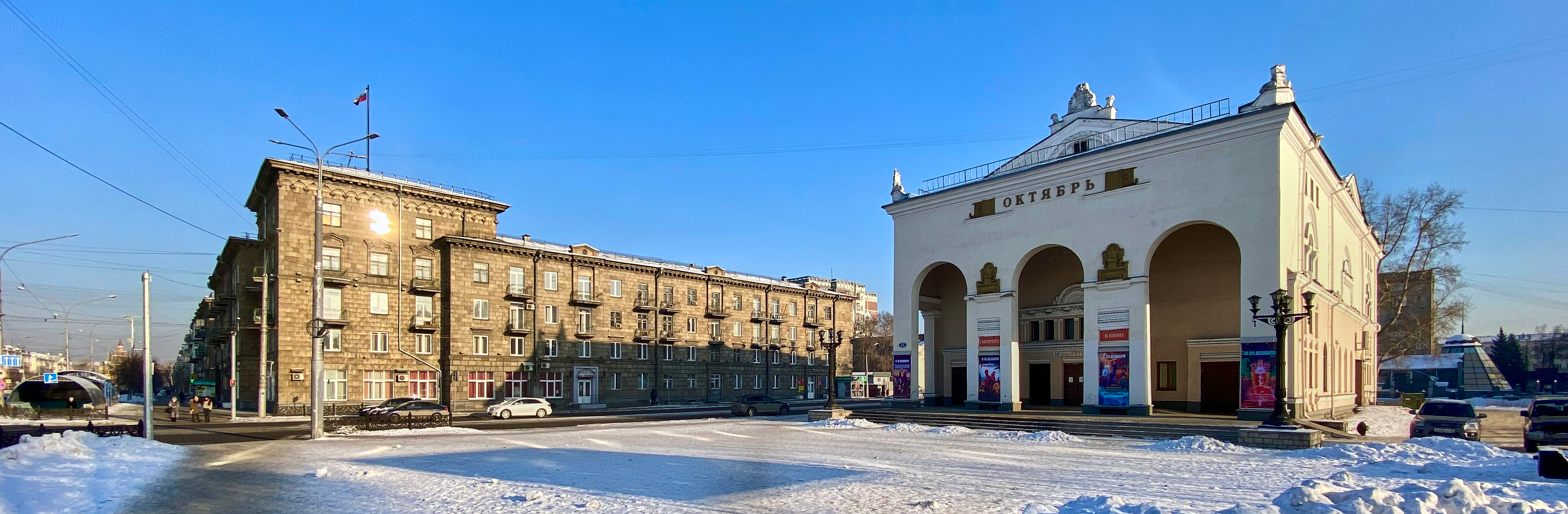
Вид на бывшую Предмостную площадь
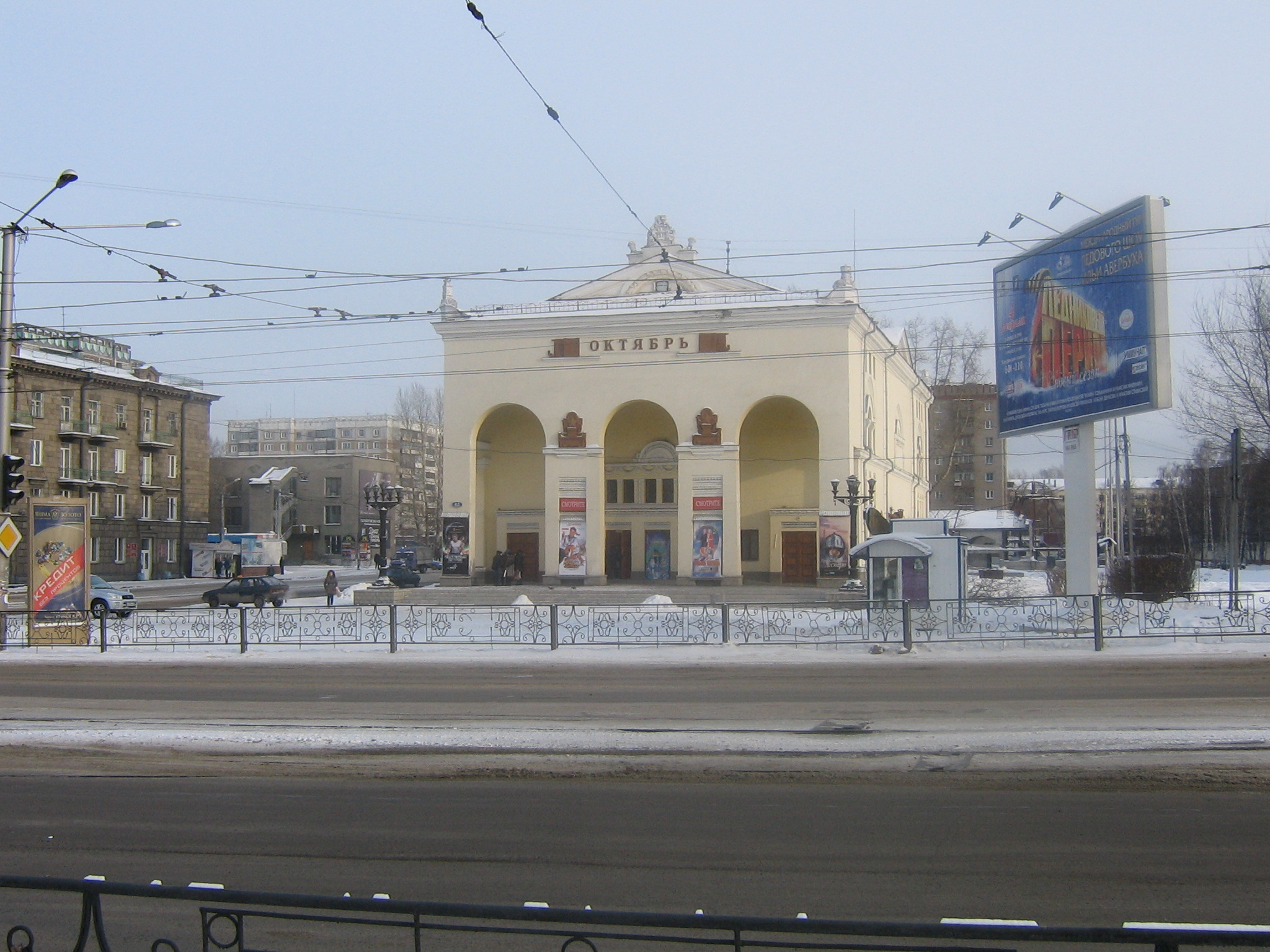
Вид с площади Маяковского
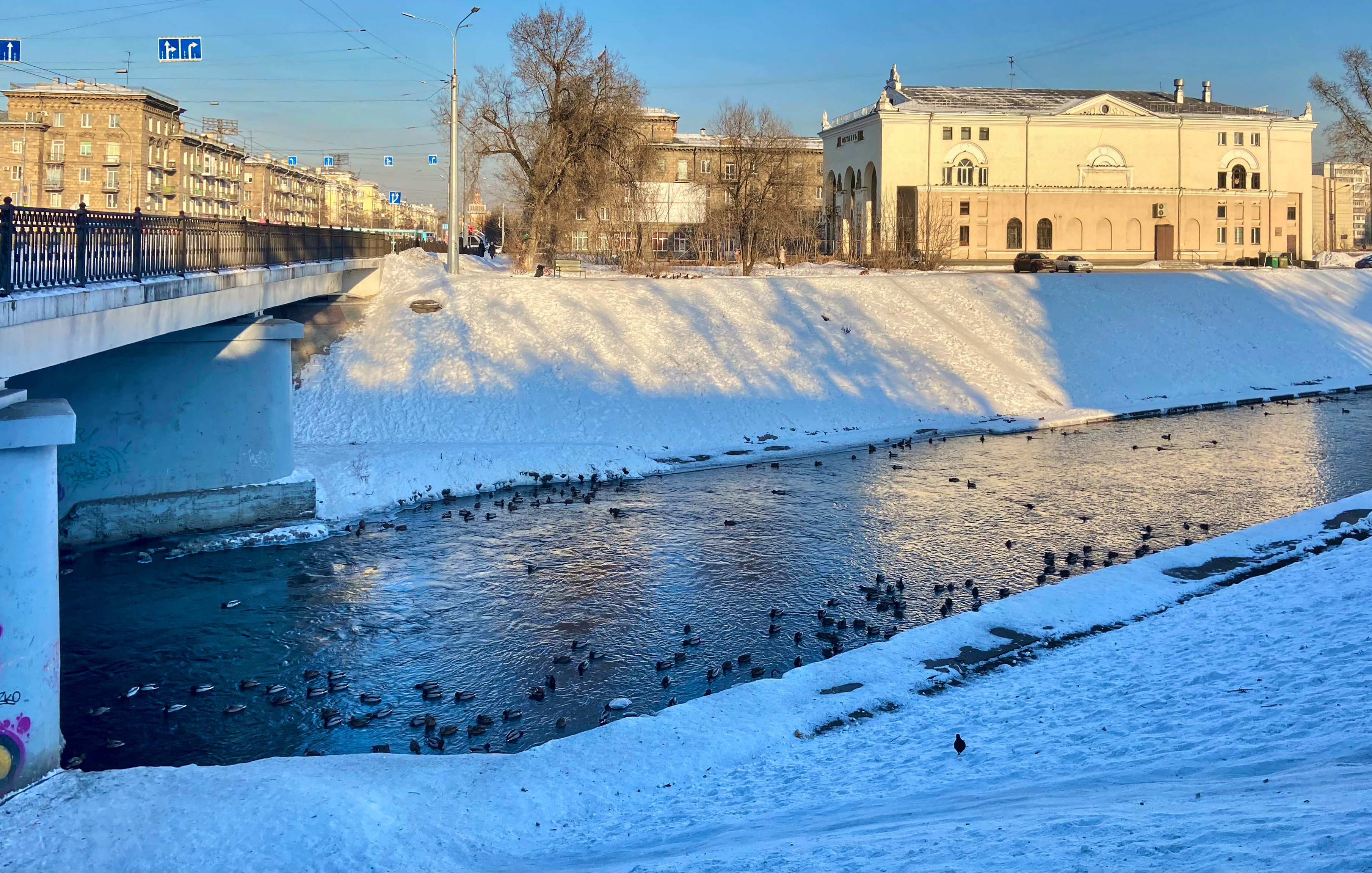
Вид на Абу и кинотеатр зимой